# Bilhar

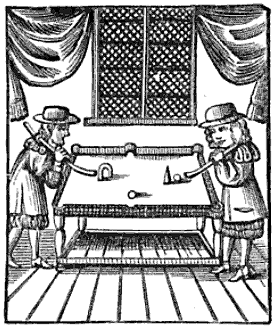
Ilustração de jogo de snooker do século XVII.

Bilhar ou snooker é um gênero de esportes jogados sobre uma mesa retangular (tradicionalmente de mogno, mas hoje frequentemente de materiais sintéticos) com número de pequenas bolas manejadas por um taco de bilhar.

## História
Diversos países são creditados com a invenção do esporte, mas pouco se sabe sobre suas reais origens. Uma variedade reconhecível do esporte, ainda semelhante ao croquet, era jogada no século XIV, mas a primeira referência conhecida ao jogo para ambientes fechados na Europa se dá no século XV, com Luís XI da França, o esporte tendo sido popularizado entre a nobreza do país por seu sucessor Luís XV, antes chegando à Grã-Bretanha, sendo praticado por personalidades como Maria da Escócia. As bolas costumavam ser feitas de madeira e argila, mas os mais ricos preferiam utilizar o marfim.

## Lista de esportes
- Bilhar francês — jogo original
  - 14+1
  - Bola 8
  - Bola 9
  - Bola 10
- Bilhar americano (pool) — variante muito popular nos Estados Unidos
- Bilhar inglês — variante popular em muitas das antigas colônias britânicas e na Grã-Bretanha
- Sinuca — variante brasileira
- Sinuca inglesa (snooker) — variante internacional
- Mata-mata (jogo)
- Carambola (jogo)

### Piscina americana
Cada participante do jogo deve colocar as bolas na linha de frente e perfurar para que a bola se recupere do lado de trás e fique mais próxima da frente.

## Física e Geometria Analítica no Jogo de Bilhar e Gude
As colisões entre bolas de mesma massa, seja em um jogo de bilhar ou de gude, seguem princípios fundamentais da física, como a conservação do momento linear e da energia cinética. Esses conceitos ajudam a entender como as bolas se comportam após o impacto.
Quando uma bola em movimento colide com outra bola estacionária de mesma massa, as direções que ambas seguirão após o impacto são perpendiculares entre si, formando um ângulo de 90°.

### Exemplos Práticos
No jogo de gude, o movimento das bolas paradas é resultado do choque com outra bola, que foi posta em movimento pelo jogador. No bilhar, o princípio é o mesmo: o jogador não move diretamente a bola colorida, mas sim a bola branca (neutra), que ao colidir com a colorida, transmite o movimento necessário.
Esses fenômenos indicam que há uma troca de "quantidade" associada ao movimento durante o choque. Essa quantidade é o momento linear (ou quantidade de movimento), que deve ser analisada com maior profundidade.

#### Conservação do Momento Linear
Em qualquer colisão, a conservação do momento linear afirma que a quantidade de movimento antes e depois do impacto é a mesma. O momento linear é dado pela fórmula Q = m.v, onde:
- m é a massa do objeto,
- v é a sua velocidade.

Assim, para uma colisão entre duas bolas, temos a seguinte equação:
m1.u1 + m2.u2 = m1v1 + m2.v2
Considerando:
- m1: massa da bola inicialmente em movimento,
- m2: massa da bola inicialmente parada,
- u1: velocidade inicial da bola em movimento,
- u2: velocidade inicial da bola parada (neste caso, u2 = 0),
- v1: velocidade final da bola em movimento,
- v2: velocidade final da bola parada.

Quando as massas são iguais (m1 = m2), a equação simplifica para:
u1 = v1+v2
Isso indica que a velocida de inicial da bola em movimento se distribui entre as duas bolas após o impacto.

### Conservação da Energia Cinética
A energia cinética também é conservada em colisões elásticas. A equação da energia cinética é dada por:
Ec = (mv^2)/2
Desconsiderando forças dissipativas, como o atrito, a energia cinética no sistema inicial é igual à energia cinética no sistema final:
(m1.u1^2)/2 + (m2.u2^2)/2 =  (m1.u1^2)/2 + (m2.u2^2)/2
Simplificando para bolas de mesma massa e considerando que u2 = 0:
u1^2 = v1^2 + v2^2

### Análise Vetorial e Ângulo de 90°
Para conectar as equações da conservação do momento linear e da energia cinética, usamos o produto escalar. Elevando ao quadrado a equação do momento linear, obtemos:
u1^2 = v1^2 + v2^2 + 2.(v1.⋅v2)
Como sabemos que após a colisão as velocidades são perpendiculares, temos que v1.v2 = 0, pois o cosseno do ângulo entre as direções das bolas após o impacto é igual a zero. Portanto, o ângulo entre as direções delas é de 90° ou 270°.
Esse comportamento é importante em jogos como o bilhar, onde jogadores experientes utilizam esse princípio para prever a trajetória das bolas após a colisão. Entretanto, é importante lembrar que, na realidade, fatores como atrito e rotação das bolas podem modificar ligeiramente esses movimentos.

### Conclusão
Quando uma bola de bilhar ou de gude colide com outra bola parada (de mesma massa), as direções que elas tomarão após o impacto serão perpendiculares entre si. Este fenômeno segue diretamente das leis da física, como a conservação do momento linear e da energia cinética, e pode ser descrito de forma mais técnica pela geometria analítica.